# 新交通広告表示システム
新交通広告表示システム（しんこうつうこうこくひょうじ-）とは、名古屋市交通局が計画する、新しい交通広告メディアソリューションの総称である。

## 概要
従来のポスターや看板、中刷りなどの交通広告媒体の限界を超える新たなメディアとして、大画面ディスプレイモニタ、パソコン、通信回線を利用し、テレビコマーシャル、ポスター、看板、電光ニュースなどを統合し、時分割で提供するシステムとして計画された。
また、災害時の避難アナウンスや大地震の予知情報を元に注意や警戒を促す公共システムとしての役割も想定されている。
名古屋市以外の各地の鉄道駅などでも、大画面ディスプレイを利用した広告サービスまたは実験を行っているが、プラットホーム内で映像とともに音声を送出しているサービスとしては、日本で最も先駆けたサービスである。
いわゆるデジタルサイネージの一種と捉えることができるが、インタラクティブな情報利用という面が少ないため、厳密には異なる。

## 特徴
- 複数媒体の放映に対応
従来ある交通広告であるポスターや看板のほかに、テレビコマーシャル、WWWにおけるバナー広告の技術を応用したアニメーション広告、さらに新聞社の電光ニュースを一つの機器群で提供することができる。
- 多目的利用
広告だけでなく、自治体などの広報、映像と音声を使ったギャラリー、緊急時の避難案内などの利用にも対応する。
- 内容更新の高速化
通信回線（光ファイバーケーブルなど）を利用することにより、内容を即座に更新することが可能。
- 設置および運営コストの低減
放送用設備などの業務用機器をほとんど利用せず、既存の機器や通信回線を利用するため、設備費や工事費のコストを大幅に低減することができる。
また、ポスター、看板などのように交換する手間や印刷費などのコストを抑えることができる。

## 歴史
- 2001年12月

名古屋市交通局の元、大広、日立製作所、日本ガイシの3社によるプロジェクトとして、桜通線名古屋駅ホーム壁面にて、61型モニタを使った実証実験を開始。翌年5月に終了。
- 2004年12月

東山線伏見駅ならびに栄駅にて、40型液晶モニタを使って広告サービスを開始。
- 2006年12月

中部電力グループのシーテックが、桜通線桜山駅構内において、大型モニタを使った実証実験を開始。
- 2007年4月

名城線栄駅など6箇所に、新たにプロジェクターを利用した表示装置を設置し、サービス拡大。同年6月に名古屋駅、2008年3月に伏見駅へ、それぞれ65型液晶モニタを設置。

## 設置場所
- 東山線
  - 名古屋駅
  - 伏見駅
  - 栄駅
  - 本山駅
- 名城線
  - 金山駅
  - 上前津駅
  - 栄駅
  - 久屋大通駅
- 桜通線
  - 桜山駅 （テストのみ）